# Holger Sumelius
Holger Rafael Sumelius (ur. 28 grudnia 1901 w Tampere, zm. 6 grudnia 1977 w Helsinkach) – fiński żeglarz, olimpijczyk.
W regatach rozegranych podczas Letnich Igrzysk Olimpijskich 1936 wystąpił w klasie 6 metrów zajmując 7. pozycję. Załogę jachtu Lyn tworzyli również Curt Mattson, Yngve Pacius, Ragnar Stenbäck i Lars-Gunnar Winqvist.
Brat Oscara Sumeliusa, również żeglarza-olimpijczyka.